# Đốc Thiết
Đốc Thiết (1850 - 1897) tên thật là Lang Văn Thiết, ông là vị thủ lĩnh trong phong trào Cần Vương chống Pháp của người Thái ở Nghệ An những năm 1886 - 1897.

## Tiểu sử
Lang Văn Thiết sinh năm 1850 tại bản Chiềng, làng Gia Hội, tổng Đồng Lạc (nay thuộc xã Châu Hội, huyện Quỳ Châu), là con trai của võ quan Lang Văn Thu dưới triều Tự Đức. Từ nhỏ ông đã được cha huấn luyện võ nghệ, lại ham luyện cung, múa kiếm, lớn lên thân hình cường tráng lại giao lưu rộng nên có uy tín lớn trong cộng đồng. Sau đó, ông được cậu ruột là Tri phủ Quỳ Châu giao cho chức đốc binh, do đó mà ông còn được gọi là Đốc Thiết. Ông được cho là người có công lớn trong việc dẹp loạn người Xá đến quấy phá bản mường ở miền Tây tỉnh Nghệ An.
Vào khoảng năm 1874, ở vùng đất Châu Kim (nay thuộc xã Châu Kim, huyện Quế Phong) xảy ra loạn giặc Xá. Chính Đốc Thiết đã đứng ra tập hợp, và đã chỉ huy 1000 người đuổi giặc ra khỏi ba tổng. Sau năm 1883, khi giặc Xá dẹp xong, Đốc Thiết có thêm kinh nghiệm chiến đấu, chuẩn bị tổ chức chống Pháp.

### Khởi nghĩa chống Pháp
Trong một lần đi Trung Quốc, vua Hàm Nghi cùng Tôn Thất Thuyết đã dừng chân tại đại bản doanh của ông. Hưởng ứng phong trào Cần Vương, ông lãnh đạo nhân dân các dân tộc thiểu số tại vùng Châu Hội, Châu Nga ngày nay đứng lên chống Pháp. Ông được Tôn Thất Thuyết giao nhiệm vụ phối hợp nghĩa quân Cầm Bá Thước tại vùng núi Thanh Hóa xây dựng căn cứ chống Pháp và được vua Hàm Nghi thưởng nhiều vàng bạc. Cũng nhờ uy danh của ông, mà cộng sự đắc lực của Phan Đình Phùng, Cao Thắng đích thân từ Hương Khê, Hà Tĩnh ra gặp để hợp tác chống Pháp. Cuộc chiến kéo dài 10 năm từ năm 1886-1896 tại vùng Châu Hội, Châu Nga.

### Qua đời
Ông hi sinh vào năm 1897 tại làng Thanh Nga, xã Châu Nga, huyện Quỳ Châu do bị địch vây đánh khiến ông bị thương, tuy ông vẫn cố chạy phá vây nhưng do chảy quá nhiều máu, ông đã qua đời và bị Thực dân Pháp bắt chặt đầu ở gốc cây táo ở bản Khun, xã Châu Hội. Phần thân ông bị Pháp vứt trôi xuôi dòng sông Hiếu, sau đó được người dân vớt lên và được an táng tại bản Hội 2, xã Châu Hội, huyện Quỳ Châu, tỉnh Nghệ An.

## Gia đình
Ông có bốn người con (2 trai và 2 gái). Năm 1897, biết mình sẽ bị Thực dân Pháp và tay sai phục bắt, ông dặn dò vợ phải bảo vệ tính mạng cho các con. Vợ ông đã đưa các con trốn tại xã Châu Thuận - cách nhà Đốc Thiết 25 km. Con cháu ông sống tại bản Khun, châu Hội.

## Vinh danh
Tên ông được đặt cho một con đường ở Thành phố Vinh, dài hơn 1 km.